# Takélot Ier
Pour les articles homonymes, voir Takélot.
Takélot Ier est un roi de la XXIIe dynastie égyptienne mal connu qui a régné vers 887 à 873 avant l'ère commune. Il est le fils du roi Osorkon Ier et le père du roi Osorkon II, comme l'atteste la stèle de Pasenhor. 

## Généalogie
Les seules choses certaines à propos de sa famille sont fournies par la stèle de Pasenhor qui indique qu'il est le fils du roi Osorkon Ier et de la reine Tashedkhonsou, qu'il a pour épouse Kapes et qu'ils sont les parents du roi Osorkon II.
Il est possible que l'un des rois Sheshonq, Sheshonq II et Sheshonq IIb, soit l'un de ses fils.

## Règne

### Chronologie
Il est le fils du roi Osorkon Ier et le père du roi Osorkon II, comme l'atteste la stèle de Pasenhor. Toutefois, il n'est pas certain qu'il ait succédé directement à son père ou précédé directement son fils, en effet deux autres rois obscurs nommés Sheshonq, Sheshonq II et Sheshonq IIb, ont régné entre Osorkon Ier et Osorkon II, rendant la chronologie délicate. De plus, Manéthon indique que trois rois non nommés ont régné entre Osorkon Ier et Takélot Ier, ce qui pourrait indiquer qu'un troisième roi inconnu soit à découvrir.

### Activité
Takélot Ier aurait régné treize ans selon Manéthon et il est le commanditaire d'une activité architecturale (seul un bloc inscrit porte son nom) au Sérapéum de Memphis et de quatre stèles de donations trouvées à Bubastis dont l'une porte la mention d'un an IX. Sa dernière demeure n'a pas été retrouvée mais il a été ré-enterré dans la tombe de son fils Osorkon II dans la nécropole royale de Tanis. Il semble que ce soit bien Osorkon II lui-même qui ait procédé à la ré-inhumation, ce qui indiquerait qu'il n'a pas succédé directement à son père.
Ses frères Iouwelot et Nesbanebdjed III sont grands prêtres d'Amon à Thèbes entre les règnes d'Osorkon Ier et Osorkon II. Ils sont attestés entre autres par des inscriptions nilométriques à Karnak, particulièrement l'inscription n° 16 de Iouwelot datée de l'an V d'un roi non nommé et les inscriptions n° 17 et 18 de Nesbanebdjed III datées respectivement de l'an VIII et l'an XIV également sans roi nommé. Il est possible que l'une ou plusieurs de ces inscriptions se rapportent à Takélot Ier ou bien à l'un des rois Sheshonq. Le fait que ces inscriptions ne nomment pas le roi pourrait indiquer des dissensions dynastiques, mais ceci n'est pas certain.
Il est possible que Horsaïset Ier se soit proclamé roi de Thèbes vers la fin de la période entre le règne d'Osorkon Ier et Osorkon II, mais cela n'est pas certain car ni la durée de son règne ni la situation chronologique exacte ne sont connues.

## Sépulture
Le 4 mars 1939, la mission Montet met au jour la nécropole royale de Tanis. Le premier ensemble de tombes découvert se révèle être celui d'Osorkon II, fils de Takélot Ier.
Dans une chambre annexe les égyptologues découvrent une nouvelle sépulture royale au nom d'un Takélot, dont le protocole royal est d'abord identifié à celui de Takélot II, puis à la suite de l'étude des restes du mobilier funéraire que cette tombe contenait et d'une inscription dédicatoire au nom de la reine Kapes, épouse de Takélot Ier, c'est finalement à ce dernier qu'est désormais attribuée cette sépulture.
Le caveau avait été déjà pillé, probablement dès l'Antiquité, et n'a livré que quelques restes du viatique funéraire qui entourait le roi et l'accompagnait dans son voyage dans l'au-delà. Ces vestiges permettent cependant d'imaginer la richesse de ce mobilier à commencer par un fragment en or massif du sarcophage interne du roi d'une épaisseur d'environ deux millimètres, des restes de parures en or et pierres semi-précieuses, dont certaines au nom d'Osorkon Ier.
Le sarcophage externe quant à lui est un remploi du Moyen Empire. Taillé dans un bloc de quartzite blanc, le couvercle dans le même matériau est bombé conférant à l'ensemble la forme du sanctuaire primitif de Bouto. Les côtés de la cuve présentent une façade à redans ainsi que deux grands yeux oudjat gravés en relief. 
Une inscription donnant la titulature de Takélot a été trouvée sous le couvercle tandis que sur le dessus une autre inscription donne le nom du premier propriétaire du sarcophage : Amény, chancelier du roi (XIIe dynastie).
L'ensemble de ces reliefs d'un mobilier funéraire royal est assez caractéristique de cette époque qui voit de plus en plus de troubles qui fragilisent le pouvoir en place. En mêlant les remplois de mobiliers funéraires antérieurs, de bijoux ou parures dynastiques avec des éléments spécialement conçus pour le souverain et en comparaison avec les mobiliers funéraires des autres tombes voisines - celles-là mieux préservées - on peut toutefois créditer cette sépulture d'une certaine richesse qui n'a pas échappé au pillage probablement lors de l'anarchie qui suivra la XXIIe dynastie.